# Берников, Станислав Васильевич
Станислав Васильевич Бе́рников (1 октября 1953, Липецк, Воронежская область — 23 апреля 2019, Липецк) — советский футболист, защитник, полузащитник, российский тренер.

## Биография
Воспитанник группы подготовки при команде «Металлург» Липецк. За родную команду выступал в 1974—1976 годах, был уволен по обвинению в употреблении алкоголя. В 1977 году перешёл в харьковский «Металлист», с которым в 1978 году вышел в первую лигу. Сезон-1979 начал в команде высшей лиги «Шахтёр» Донецк, но, проведя четыре игры, вернулся в «Металлист». В 1981 году с командой вышел в высшую лигу, где за два сезона в 51 игре забил семь голов. В 1984 году в связи с болезнью матери вернулся в Липецк. Отыграл во второй лиге 4,5 года и из-за конфликта с главным тренером Владимиром Михайловым ушёл из команды. Заканчивал карьеру в казахстанских командах второй лиги «Трактор» Павлодар (1989—1990) и «Горняк» Хромтау (1991).
Ещё в «Тракторе» в второй половине сезона-1990 работал тренером. В 1992—1993 годах — тренер в «Металлисте». В 1994 и 1995—1997 годах работал тренером в СДЮШОР «Металлург» Липецк. С ноября 1994 по май 1995 — главный тренер украинского «Темпа» Шепетовка. В 1998 году был помощником в «Металлурге» у Владимира Федотова и Валерия Третьякова. В январе 1999 возглавил команду, но с сентября был заменён на Сергея Савченкова и вновь стал работать тренером. В 2002 и 2006 годах отказался от предложений Константина Ерёменко, с которым был знаком по выступлениям в «Тракторе», возглавить мини-футбольный клуб «Дина».
В 2006 году вновь возглавил «Металлург». 16 сентября у Берникова и его сына Николая произошёл конфликт с несколькими игроками команды на почве подозрений в договорных играх. В результате два игрока — Евгений Шамрин и Денис Жуковский — получили повреждения, а капитан Алексей Морочко получил ранение резиновой пулей в руку и многочисленные побои, после чего завершил профессиональную карьеру. Через год Берников был приговорён к штрафу в 40 тысяч рублей и был пожизненно дисквалифицирован. Сын получил год условно, третий участник нападения не был найден. По словам Берникова, он никого не бил, а из пистолета выстрелил человек, выскочивший из проезжавшей мимо машины. После этого Берников выступал за команды ветеранов в чемпионате Липецкой области, участвовал во всероссийских ветеранских турнирах за сборную Черноземья. В марте 2012 подавал прошение о снятии дисквалификации, но получил отказ. Дисквалификация была снята в 2015 году.
Скончался 23 апреля 2019.

## Достижения
- Финалист Кубка СССР: 1983